# Liga dos Campeões da CAF de 2018 – Fase de Grupos
A Fase de Grupos da Liga dos Campeões da CAF de 2018 foi disputada entre os dias 4 de maio até 28 de agosto. Um total de 16 equipes competiram nesta fase para decidir os oito classificados para a fase final.

## Sorteio
O sorteio para esta fase foi realizado em 21 de março de 2018. A distribuição das equipes nos potes é baseada na performance de cada equipe nas competições da CAF nas cinco temporadas anteriores.
Na fase de grupos, as 16 equipes foram sorteadas em quatro grupos de quatro equipes cada. Os vencedores e os segundos lugares de cada grupo avançaram para as quartas de final.
| Pote  | Pote 1                                                      | Pote 2                                                             | Pote 3                                        | Pote 4                                                             |
| ----- | ----------------------------------------------------------- | ------------------------------------------------------------------ | --------------------------------------------- | ------------------------------------------------------------------ |
| Times | - TP Mazembe - Al-Ahly - Étoile du Sahel - Wydad Casablanca | - Mamelodi Sundowns - Espérance de Tunis - ZESCO United - ES Sétif | - MC Alger - KCCA - Horoya - Mbabane Swallows | - 1º de Agosto - Township Rollers - Difaâ El Jadidi - AS Togo-Port |

## Calendário
| Rodada          | Datas           |
| --------------- | --------------- |
| Primeira rodada | 4–6 de maio     |
| Segunda rodada  | 15–16 de maio   |
| Terceira rodada | 17–18 de julho  |
| Quarta rodada   | 27–29 de julho  |
| Quinta rodada   | 17–19 de agosto |
| Sexta rodada    | 28–29 de agosto |

## Grupos

### Grupo A
| Pos. | Equipe             | Pts | J | V | E | D | GP | GC | SG |
| ---- | ------------------ | --- | - | - | - | - | -- | -- | -- |
| 1    | Al-Ahly            | 13  | 6 | 4 | 1 | 1 | 9  | 5  | +4 |
| 2    | Espérance de Tunis | 11  | 6 | 3 | 2 | 1 | 8  | 4  | +4 |
| 3    | KCCA               | 6   | 6 | 2 | 0 | 4 | 8  | 9  | –1 |
| 4    | Township Rollers   | 4   | 6 | 1 | 1 | 4 | 2  | 9  | –7 |

|                    | ALH | TOW | KCCA | EST |
| ------------------ | --- | --- | ---- | --- |
| Al-Ahly            |     | 3–0 | 4–3  | 0–0 |
| Township Rollers   | 0–1 |     | 1–0  | 0–0 |
| KCCA               | 2–0 | 1–0 |      | 0–1 |
| Espérance de Tunis | 0–1 | 4–1 | 3–2  |     |

| 4 de maio     | Township Rollers | 1 – 0     | KCCA | Estádio Nacional, Gaborone  |
| 21:00 (UTC+2) | Tshireletso 36'  | Relatório |      | Árbitro: NGR Ferdinand Udoh |

| 4 de maio     | Al-Ahly | 0 – 0     | Espérance de Tunis | Estádio Borg El Arab, Alexandria |
| 21:00 (UTC+2) |         | Relatório |                    | Árbitro: SEN Malang Diedhiou     |

| 15 de maio    | KCCA                       | 2 – 0     | Al-Ahly | Estádio Nacional Mandela, Kira |
| 16:00 (UTC+3) | Juma 74' · Awany 89' (pen) | Relatório |         | Árbitro: RSA Victor Gomes      |

| 15 de maio    | Espérance de Tunis                         | 4 – 1     | Township Rollers | Stade Olympique de Radès, Radès    |
| 20:00 (UTC+1) | Belaïli 26' · Badri 46', 90+1' · Mejri 79' | Relatório | Boy 41'          | Árbitro: ETH Bamlak Tessema Weyesa |

| 17 de julho   | Espérance de Tunis                | 3 – 2     | KCCA                   | Stade Olympique de Radès, Radès    |
| 20:00 (UTC+1) | Badri 30' · Bguir 33' · Mejri 82' | Relatório | Nunda 18' · Shaban 22' | Árbitro: MAR Noureddine El Jaafari |

| 17 de julho   | Al-Ahly                                     | 3 – 0     | Township Rollers | Estádio Borg El Arab, Alexandria |
| 21:00 (UTC+2) | Azaro 36' · Maâloul 75' (pen) · Mohareb 79' | Relatório |                  | Árbitro: ALG Mustapha Ghorbal    |

| 28 de julho   | KCCA | 0 – 1     | Espérance de Tunis | Estádio Nacional Mandela, Kira |
| 16:00 (UTC+3) |      | Relatório | Jouini 41'         | Árbitro: ZAM Janny Sikazwe     |

| 28 de julho   | Township Rollers | 0 – 1     | Al-Ahly       | Estádio Nacional, Gaborone |
| 18:00 (UTC+2) |                  | Relatório | Coulibaly 81' | Árbitro: KEN Davies Omweno |

| 17 de agosto  | Espérance de Tunis | 0 – 1     | Al-Ahly   | Stade Olympique de Radès, Radès |
| 20:00 (UTC+1) |                    | Relatório | Azaro 32' | Árbitro: GAB Eric Otogo-Castane |

| 18 de agosto  | KCCA      | 1 – 0     | Township Rollers | Estádio Nacional Mandela, Kira |
| 16:00 (UTC+3) | Kaddu 83' | Relatório |                  | Árbitro: GAM Bakary Gassama    |

| 28 de agosto  | Al-Ahly                                     | 4 – 3     | KCCA                                 | Estádio Borg El Arab, Alexandria |
| 21:00 (UTC+2) | Azaro 23', 62' · Coulibaly 50' · Mohsen 70' | Relatório | Nunda 40' · Magambo 54' · Okello 82' | Árbitro: MAR Rédouane Jiyed      |

| 28 de agosto  | Township Rollers | 0 – 0     | Espérance de Tunis | Estádio Nacional, Gaborone |
| 21:00 (UTC+2) |                  | Relatório |                    | Árbitro: RSA Victor Gomes  |

### Grupo B
| Pos. | Equipe          | Pts | J | V | E | D | GP | GC | SG |
| ---- | --------------- | --- | - | - | - | - | -- | -- | -- |
| 1    | TP Mazembe      | 12  | 6 | 3 | 3 | 0 | 10 | 4  | +6 |
| 2    | ES Sétif        | 8   | 6 | 2 | 2 | 2 | 7  | 9  | –2 |
| 3    | Difaâ El Jadidi | 6   | 6 | 1 | 3 | 2 | 6  | 7  | –1 |
| 4    | MC Alger        | 5   | 6 | 1 | 2 | 3 | 4  | 7  | –3 |

|                 | TPM | MCA | DEJ | ESS |
| --------------- | --- | --- | --- | --- |
| TP Mazembe      |     | 1–0 | 1–1 | 4–1 |
| MC Alger        | 1–1 |     | 1–1 | 1–2 |
| Difaâ El Jadidi | 0–2 | 2–0 |     | 1–1 |
| ES Sétif        | 1–1 | 0–1 | 2–1 |     |

| 4 de maio     | MC Alger    | 1 – 1     | Difaâ El Jadidi | Estádio 5 de Julho de 1962, Argel |
| 20:00 (UTC+1) | Karaoui 82' | Relatório | Ahaddad 77'     | Árbitro: TUN Sadok Selmi          |

| 5 de maio     | TP Mazembe                                               | 4 – 1     | ES Sétif    | Stade TP Mazembe, Lubumbashi     |
| 15:00 (UTC+2) | Malango 10', 23' (pen) · Meschak 63' · Sinkala 82' (pen) | Relatório | Nessakh 12' | Árbitro: MAD Hamada Nampiandraza |

| 15 de maio    | Difaâ El Jadidi | 0 – 2     | TP Mazembe                | Stade El Abdi, El Jadida  |
| 19:00 (UTC+0) |                 | Relatório | Malango 51' · Sissoko 55' | Árbitro: BOT Joshua Bondo |

| 15 de maio    | ES Sétif | 0 – 1     | MC Alger    | Estádio 8 de Maio de 1945, Sétif |
| 20:00 (UTC+1) |          | Relatório | Karaoui 89' | Árbitro: EGY Gehad Grisha        |

| 17 de julho   | TP Mazembe  | 1 – 0     | MC Alger | Stade TP Mazembe, Lubumbashi            |
| 15:00 (UTC+2) | Meschak 88' | Relatório |          | Árbitro: ANG Hélder Martins de Carvalho |

| 17 de julho   | ES Sétif                      | 2 – 1     | Difaâ El Jadidi | Estádio 8 de Maio de 1945, Sétif |
| 20:00 (UTC+1) | Bouguelmouna 21' · Ghacha 89' | Relatório | Bemammer 4'     | Árbitro: GAM Bakary Gassama      |

| 27 de julho   | Difaâ El Jadidi | 1 – 1     | ES Sétif               | Stade El Abdi, El Jadida    |
| 20:00 (UTC+1) | Msuva 23'       | Relatório | Bouguelmouna 32' (pen) | Árbitro: MTN Ali Lemghaifry |

| 28 de julho   | MC Alger      | 1 – 1     | TP Mazembe  | Estádio Mustapha Tchaker, Blida |
| 20:00 (UTC+1) | Derrardja 70' | Relatório | Meschak 48' | Árbitro: RSA Victor Gomes       |

| 17 de agosto  | ES Sétif  | 1 – 1     | TP Mazembe | Estádio 8 de Maio de 1945, Sétif |
| 20:00 (UTC+1) | Bakir 59' | Relatório | Chongo 76' | Árbitro: SEN Maguette N'Diaye    |

| 18 de agosto  | Difaâ El Jadidi          | 2 – 0     | MC Alger | Stade El Abdi, El Jadida   |
| 20:00 (UTC+1) | El Megri 29' · Msuva 75' | Relatório |          | Árbitro: KEN Davies Omweno |

| 28 de agosto  | TP Mazembe        | 1 – 1     | Difaâ El Jadidi   | Stade TP Mazembe, Lubumbashi |
| 15:00 (UTC+2) | Malango 87' (pen) | Relatório | Khoukhouche 90+1' | Árbitro: SEY Bernard Camille |

| 28 de agosto  | MC Alger            | 1 – 2     | ES Sétif                      | Estádio 5 de Julho de 1962, Argel  |
| 14:00 (UTC+1) | Derrardja 41' (pen) | Relatório | Djahnit 5' · Bouguelmouna 27' | Árbitro: ETH Bamlak Tessema Weyesa |

### Grupo C
| Pos. | Equipe            | Pts | J | V | E | D | GP | GC | SG |
| ---- | ----------------- | --- | - | - | - | - | -- | -- | -- |
| 1    | Wydad Casablanca  | 12  | 6 | 3 | 3 | 0 | 8  | 2  | +6 |
| 2    | Horoya            | 9   | 6 | 2 | 3 | 1 | 7  | 7  | 0  |
| 3    | Mamelodi Sundowns | 6   | 6 | 1 | 3 | 2 | 5  | 6  | –1 |
| 4    | AS Togo-Port      | 4   | 6 | 1 | 1 | 4 | 4  | 9  | –5 |

|                   | TGP | MSD | WAC | HOR |
| ----------------- | --- | --- | --- | --- |
| AS Togo-Port      |     | 1–0 | 0–0 | 1–2 |
| Mamelodi Sundowns | 2–1 |     | 1–1 | 0–0 |
| Wydad Casablanca  | 3–0 | 1–0 |     | 2–0 |
| Horoya            | 2–1 | 2–2 | 1–1 |     |

| 5 de maio     | AS Togo-Port  | 1 – 2     | Horoya                          | Estádio Municipal, Lomé         |
| 16:00 (UTC+0) | Bourahana 50' | Relatório | D. Camara 9' · A. G. Camara 86' | Árbitro: GAB Eric Otogo-Castane |

| 5 de maio     | Mamelodi Sundowns   | 1 – 1     | Wydad Casablanca | Estádio Lucas Masterpieces Moripe, Pretória |
| 21:00 (UTC+2) | Gaddarine 3' (g.c.) | Relatório | Haddad 20'       | Árbitro: CMR Alioum Alioum                  |

| 15 de maio    | Wydad Casablanca                   | 3 – 0     | AS Togo-Port | Estádio Mohammed V, Casablanca |
| 19:00 (UTC+0) | Ounajem 2' · Aarab 6' · Nahiri 57' | Relatório |              | Árbitro: SEY Bernard Camille   |

| 22 de maio    | Horoya                         | 2 – 2     | Mamelodi Sundowns        | Stade du 28 Septembre, Conacri |
| 16:00 (UTC+0) | Mandela 51' · A. G. Camara 83' | Relatório | Billiat 69' · Sirino 79' | Árbitro: ZAM Janny Sikazwe     |

| 17 de julho   | AS Togo-Port | 1 – 0     | Mamelodi Sundowns | Estádio Municipal, Lomé       |
| 13:00 (UTC+0) | Hunlede 40'  | Relatório |                   | Árbitro: TUN Youssef Essrayri |

| 17 de julho   | Horoya      | 1 – 1     | Wydad Casablanca | Stade du 28 Septembre, Conacri   |
| 16:00 (UTC+0) | Mandela 29' | Relatório | El Haddad 26'    | Árbitro: MAD Hamada Nampiandraza |

| 27 de julho   | Mamelodi Sundowns         | 2 – 1     | AS Togo-Port | Estádio Lucas Masterpieces Moripe, Pretória |
| 21:00 (UTC+2) | Sirino 11' · Vilakazi 15' | Relatório | Kloukpo 87'  | Árbitro: COD Ndala Ngambo                   |

| 28 de julho   | Wydad Casablanca         | 2 – 0     | Horoya | Estádio Mohammed V, Casablanca |
| 20:00 (UTC+1) | Comara 12' · Ounajem 18' | Relatório |        | Árbitro: BOT Joshua Bondo      |

| 17 de agosto  | Horoya                  | 2 – 1     | AS Togo-Port | Stade du 28 Septembre, Conacri |
| 16:00 (UTC+0) | Mandela 11' · Sakin 59' | Relatório | Djadja 51'   | Árbitro: EGY Gehad Grisha      |

| 17 de agosto  | Wydad Casablanca | 1 – 0     | Mamelodi Sundowns | Estádio Mohammed V, Casablanca |
| 20:00 (UTC+1) | El Asbahi 56'    | Relatório |                   | Árbitro: ALG Mehdi Abid Charef |

| 28 de agosto  | AS Togo-Port | 0 – 0     | Wydad Casablanca | Estádio Municipal, Lomé                 |
| 16:00 (UTC+0) |              | Relatório |                  | Árbitro: ANG Hélder Martins de Carvalho |

| 28 de agosto  | Mamelodi Sundowns | 0 – 0     | Horoya | Estádio Lucas Masterpieces Moripe, Pretória |
| 18:00 (UTC+2) |                   | Relatório |        | Árbitro: TUN Sadok Selmi                    |

### Grupo D
| Pos. | Equipe           | Pts | J | V | E | D | GP | GC | SG |
| ---- | ---------------- | --- | - | - | - | - | -- | -- | -- |
| 1    | Étoile du Sahel  | 12  | 6 | 3 | 3 | 0 | 10 | 4  | +6 |
| 2    | 1º de Agosto     | 9   | 6 | 2 | 3 | 1 | 6  | 5  | +1 |
| 3    | ZESCO United     | 6   | 6 | 1 | 3 | 2 | 7  | 6  | +1 |
| 4    | Mbabane Swallows | 4   | 6 | 1 | 1 | 4 | 3  | 11 | –8 |

|                  | ZES | AGO | ESS | MBS |
| ---------------- | --- | --- | --- | --- |
| ZESCO United     |     | 0–0 | 1–1 | 1–1 |
| 1º de Agosto     | 2–1 |     | 1–1 | 2–1 |
| Étoile du Sahel  | 2–1 | 1–1 |     | 2–0 |
| Mbabane Swallows | 0–3 | 1–0 | 0–3 |     |

| 5 de maio     | ZESCO United | 1 – 1     | Mbabane Swallows | Estádio Levy Mwanawasa, Ndola |
| 15:00 (UTC+2) | Owino 65'    | Relatório | Shongwe 80'      | Árbitro: GAM Bakary Gassama   |

| 5 de maio     | 1º de Agosto | 1 – 1     | Étoile du Sahel | Estádio Nacional 11 de Novembro, Luanda |
| 17:00 (UTC+1) | Bokamba 44'  | Relatório | Jemal 66'       | Árbitro: MAR Rédouane Jiyed             |

| 15 de maio    | Mbabane Swallows | 1 – 0     | 1º de Agosto | Centro Esportivo Mavuso, Manzini   |
| 15:00 (UTC+2) | Badenhorst 60'   | Relatório |              | Árbitro: DJI Souleiman Ahmed Djama |

| 16 de maio    | Étoile du Sahel        | 2 – 1     | ZESCO United  | Stade Olympique de Sousse, Sousse |
| 20:00 (UTC+1) | Brigui 46' · Marey 56' | Relatório | Kambole 90+1' | Árbitro: ALG Mehdi Abid Charef    |

| 17 de julho   | Mbabane Swallows | 0 – 3     | Étoile du Sahel                           | Centro Esportivo Mavuso, Manzini |
| 15:00 (UTC+2) |                  | Relatório | Aouadhi 14' · Hannachi 32' · Chermiti 71' | Árbitro: MLI Boubou Traoré       |

| 17 de julho   | ZESCO United | 0 – 0     | 1º de Agosto | Estádio Levy Mwanawasa, Ndola      |
| 15:00 (UTC+2) |              | Relatório |              | Árbitro: ETH Bamlak Tessema Weyesa |

| 27 de julho   | 1º de Agosto                | 2 – 1     | ZESCO United   | Estádio Nacional 11 de Novembro, Luanda |
| 17:00 (UTC+1) | Geraldo 90' · Ungenda 90+9' | Relatório | Ching'andu 67' | Árbitro: SEY Bernard Camille            |

| 27 de julho   | Étoile du Sahel             | 2 – 0     | Mbabane Swallows | Stade Olympique de Sousse, Sousse |
| 20:00 (UTC+1) | Hannachi 21' · Belgacem 89' | Relatório |                  | Árbitro: SEY Maguette N'Diaye     |

| 18 de agosto  | Mbabane Swallows | 0 – 3     | ZESCO United          | Centro Esportivo Mavuso, Manzini |
| 15:00 (UTC+2) |                  | Relatório | Kambole 39', 40', 43' | Árbitro: BDI Thierry Nkurunziza  |

| 18 de agosto  | Étoile du Sahel | 1 – 1     | 1º de Agosto   | Stade Olympique de Sousse, Sousse |
| 20:00 (UTC+1) | Chermiti 87'    | Relatório | Massunguna 11' | Árbitro: COD Ndala Ngambo         |

| 28 de agosto  | ZESCO United | 1 – 1     | Étoile du Sahel | Estádio Levy Mwanawasa, Ndola      |
| 15:00 (UTC+2) | Kambole 8'   | Relatório | Bedoui 70'      | Árbitro: MAR Noureddine El Jaafari |

| 28 de agosto  | 1º de Agosto              | 2 – 1     | Mbabane Swallows | Estádio Nacional 11 de Novembro, Luanda |
| 14:00 (UTC+1) | Bitumba 34' · Geraldo 38' | Relatório | Aladeokun 58'    | Árbitro: MRI Ahmad Imtehaz Heeralall    |